# هایکو وشترمان
هایکو وشترمان (به آلمانی: Heiko Westermann) بازیکن فوتبال و مدافع اهل آلمان است که از سال ۲۰۰۸ میلادی عضو تیم ملی فوتبال آلمان بوده‌است.

## تیم ملی
وی در ۲۶ بازی ملی حضور داشته است و آخرین بازی ملی خود را در سال ۲۰۱۳ میلادی انجام داد. هایکو وشترمان در بازی‌های ملی‌اش ۴ گل به ثمر رساند.